# میرزا مسعود انصاری
میرزا مسعود خان انصاری وزیر امور خارجهٔ ایران در زمان محمد شاه قاجار و پنج ماههٔ نخست پادشاهی ناصرالدین شاه قاجار بود.

## زندگی
در زمان فتحعلی شاه، مستوفی عباس میرزا نایب‌السلطنه بود. پس از مرگ فتحعلی شاه قاجار با دخترش شاه بیگم ضیاءالسلطنه ازدواج کرد. او مسلط به زبان‌های فرانسوی و روسی بود و متن فرانسوی عهدنامهٔ ترکمانچای را به فارسی ترجمه کرد. پس از قتل گریبایدوف جزء هیئتی به همراه خسرو میرزا فرزند عباس میرزا به سن‌پترزبورگ رفت.
در دورهٔ محمد شاه پس از برکناری میرزا ابوالقاسم قائم‌مقام فراهانی و فرزند جوانش میرزا علی که اسماً وزارت امور خارجه را عهده‌دار بود، به سمت وزارت امور خارجه دست یافت. در سال‌های ۱۲۵۵ و ۱۲۵۶ ه‍.ق به‌عنوان حاکم خراسان برگزیده شد ولی در حالتی نامعمول همچنان وزارت امور خارجه را عهده‌دار بود هر چند که کارهای این وزارتخانه در دست پسرش میرزا علی انصاری بود. به‌دنبال آشکار شدن خطای فرزندش در شعبان ۱۲۵۶ ه‍.ق از کار برکنار گردید و در شوال میرزا ابوالحسن خان شیرازی وزیر خارجهٔ دوران فتحعلی شاه جانشین او شد. اما پس از مرگ ابوالحسن شیرازی دوباره به شغل پیشینش بازگشت و تا آغاز پادشاهی ناصرالدین شاه در این سمت بود.